# Villa Santiago de los Leones
Villa Santiago de los Leones är en ort i Mexiko.   Den ligger i kommunen Puebla och delstaten Puebla, i den sydöstra delen av landet, 110 km öster om huvudstaden Mexico City. Villa Santiago de los Leones ligger 2 363 meter över havet och antalet invånare är 125.
Terrängen runt Villa Santiago de los Leones är platt åt sydväst, men åt nordost är den kuperad. Runt Villa Santiago de los Leones är det mycket tätbefolkat, med 2 614 invånare per kvadratkilometer. Närmaste större samhälle är Puebla de Zaragoza, 11,1 km sydväst om Villa Santiago de los Leones. Trakten runt Villa Santiago de los Leones består till största delen av jordbruksmark.